# Federația Franceză de Fotbal
Federația Franceză de Fotbal (FFF; franceză Fédération Française de Football)  este forul conducător oficial al fotbalului în Franța. Este afiliată la FIFA din 1919 și la UEFA din 1954.